# Hercostomus chaetilamellus
Hercostomus chaetilamellus är en tvåvingeart som beskrevs av Harmston och Frank Hall Knowlton 1941. Hercostomus chaetilamellus ingår i släktet Hercostomus och familjen styltflugor.
Artens utbredningsområde är Kalifornien. Inga underarter finns listade i Catalogue of Life.